# Patrick Wilson (bibliotecari)
Patrick G. Wilson (29 de desembre de 1927 - 12 de setembre de 2003) va ser un bibliotecari i documentalista estatunidenc. Va postular els principis filosòfics de l'organització de coneixement en fons documentals.

## Biografia
Patrick Wilson va néixer a Santa Cruz, Califòrnia (EUA) en el si d'una família obrera.
Des de petit, va alternar diferents treballs, com organista d'església o lliurant telegrames, amb els seus estudis.
Va acabar estudiant filosofia i biblioteconomia a la Universitat de Califòrnia a Berkeley, on el 1953 es va llicenciar en Biblioteconomia i el 1960 va obtenir el títol de doctor en filosofia.
Fruit d'aquesta doble titulació, primer va començar treballant en el servei de referència bibliogràfica de la biblioteca de la Universitat de Califòrnia a Los Angeles, on va estudiar durant el període 1954-1959. Un cop obtingut el títol de doctor en filosofia, va començar a fer classes d'aquesta matèria a la Universitat de Califòrnia fins al 1965, any que va tornar a l'Escola de Biblioteconomia per a impartir classes d'aquesta matèria.
Va ser nomenat director del mateix centre el 1970 i, com va fer el Robert Taylor, va canviar el nom de Biblioteconomia (Librarianship) per Ciència de la Informació (Information Science).
També va abordar l'automatització de catàlegs i biblioteques del seu centre de treball, així com la recerca en cerca d'informació en línia. Va tornar a ser degà el 1989 fins a la seva jubilació el 1991, any en què va ser nomenat professor emèrit. Va morir a San Francisco amb 75 anys.
Malgrat els seus esforços per automatitzar els entorns documentals, Patrick Wilson va desenvolupar una labor teòrica disseminada en tres monografies bàsiques i nombrosos articles. Va aprofundir en temes com analitzar la naturalesa del document, el text, la bibliografia i les seves tècniques, la rellevància de la informació o els efectes que causa la sobrecàrrega d'ella. També ha treballat aspectes legals com la propietat intel·lectual i el control de l'autor sobre la informació creada per ell mateix.
Aquestes teories li van portar a ser considerat el pare de la filosofia de la Informació i Documentació científica.
Patrick G. Wilson va ser el guanyador del Premi al Mèrit de l'Societat Americana de Ciència i Tecnologia de la Informació l'any 2001. En les seves observacions d'acceptació, Wilson va comentar:
"Així, per a mi, la ciència i la tecnologia de la informació ha estat una combinació fascinant d'enginyeria, un estrany tipus de ciència dels materials i epistemologia social. L'epistemologia social centrada en els objectes textuals i amb la mirada posada en els rols reals i possibles dels sistemes d'informació és una aproximació productiva al nostre camp. Hi ha una enorme i rica oferta de problemes reals que encara estan pendents d'exploració, d'una importància real i una fascinació sense fi, i insto els altres a assumir-los."

## Obres i premis
Patrick Wilson va escriure les següents tres obres fonamentals en Biblioteconomia:
- Two Kinds of Power: An Essay on Biographical Control (1968). University of California Press. p. 155. ISBN 978-0-520-03515-7.
- Public Knowledge, Private Ignorance: Toward a Library and Information Policy (1977). Greenwood Publishing Group. p. 156. ISBN 978-0-8371-9485-1.
- Second-Hand Knowledge: An Inquiry into Cognitive Authority (1983), obra per la qual va rebre el Premi ASIST al millor llibre publicat aquest any en Informació i Documentació.

Patrick Wilson va rebre nombrosos premis, entre ells, el Premi ASIST al Mèrit Acadèmic el 2001.
També va escriure articles com:
- "Austin on Knowing" a la revista Inquiry.
- "Quine on translation" a la revista Inquiry.
- "Some fundamental concepts of information retrieval" a la revista Drexel library quarterly.
- "Limits to the growth of knowledge" a la revista Drexel library quarterly.
- "Copyright, derivative rights, and the First Amendment" a la revista Library Trends.